# Valter Bonča
Valter Bonča   (Ljubljana, 17 de març de 1968) va ser un ciclista eslovè, professional des del 1993 al 2006. També córrer sota els colors de Iugoslàvia. La seva principal victòria fou el Campionat nacional eslovè de contrarellotge del 2000. Va participar en dues edicions dels Jocs Olímpics.

## Palmarès
- 1989
  - 1r a la Volta a Àustria
- 1992
  - 1r a la Volta a Àustria
- 1995
  - 1r a la Volta a Eslovènia
- 1998
  - Vencedor d'una etapa a la Volta a Eslovènia
- 2000
  -  Campió d'Eslovènia en contrarellotge
  - Vencedor d'una etapa a la Volta a Saxònia
  - Vencedor d'una etapa al Tour de Bohèmia
- 2004
  - Vencedor d'una etapa a la FBD Insurance Rás